# Gerd Schweinsberg
Gerd Schweinsberg (* 23. Mai 1922) ist ein ehemaliger deutscher Fußballspieler.

## Karriere
Schweinsberg kam in der Saison 1949/50 für Borussia Dortmund in der Oberliga West in 13 Punktspielen zum Einsatz und erzielte sieben Tore. Der Angreifer hatte mit seinem Verein TBV Mengede 08 in der Landesliga Westfalen, Gruppe 2, 1948/49 den 9. Rang belegt und wechselte im Sommer 1949 zu den Schwarz-Gelben von Borussia Dortmund. Sein Debüt in der seinerzeit höchsten deutschen Spielklasse gab er am 25. September 1949 (4. Spieltag) beim 1:1-Unentschieden im Auswärtsspiel gegen den Duisburger SpV. In seinem zweiten Punktspiel am 2. Oktober 1949 (5. Spieltag) erzielte er beim 4:1-Sieg im Heimspiel gegen Hamborn 07 seine ersten drei Tore – innerhalb von acht Minuten zum 2:1, 3:1 und 4:1 in den zweiten 45 Minuten.
Anschließend spielte er von 1950 bis 1954 für den TSV Marl-Hüls in der seinerzeit drittklassigen Landesliga Westfalen. Als Meister aus der Staffel 4 hervorgegangen, stieg er mit seiner Mannschaft in die 2. Oberliga West auf. Zuvor nahm er mit seiner Mannschaft an der Endrunde um die Westfalenmeisterschaft teil, in der sie sich souverän gegen die anderen vier Staffelsieger durchzusetzen vermochte. Damit nahm er mit seinem Verein als Vertreter des Fußball- und Leichtathletik-Verbandes Westfalen an der Endrunde um die Deutsche Amateurmeisterschaft teil. Das am 26. Juni 1954 in der Gelsenkirchener Glückauf-Kampfbahn gegen die Spvgg. 03 Neu-Isenburg als Vertreter des Hessischen Fußball-Verbandes ausgetragenen Finale wurde mit 6:1 gewonnen.
In der höheren Spielklasse konnte diese in einem Teilnehmerfeld von 15 Mannschaften als 13. gehalten werden. Unter Trainer Hans Bornemann absolvierte der Angreifer 25 Zweitligaspiele und erzielte 14 Tore für den Aufsteiger. Er war damit der erfolgreichste Torschütze von Marl-Hüls. In dieser Saison kam er auch im Wettbewerb um den DFB-Pokal zum Einsatz, wobei das am 15. August 1954 beim 1. FC Nürnberg ausgetragene Vorrundenspiel mit 0:2 verloren wurde.
Im zweiten Jahr in der 2. Liga West, 1955/56, trugen seine 17 Tore in 27 Rundenspielen nicht unwesentlich zur Verbesserung auf den 6. Rang bei. Jetzt war aber Fritz Silken als Trainer beim TSV tätig. Seine persönliche Bestleistung erreichte der torgefährliche Angreifer 1956/57, als er mit 27 Treffern in 26 Rundenspielen überlegen die Torschützenliste in der 2. Liga West anführte und Marl-Hüls unter Trainer Fritz Szepan den 5. Rang am Rundenende belegte. Als im zweiten Szepan-Trainerjahr 1957/58 die Marl-Hülser sogar tatsächlich um den Meistertitel konkurrierten und am Rundenende mit 42:18 Punkten auf dem 3. Rang landeten, da brachte es der 36-jährige Angreifer immer noch auf 14 Treffer.

## Erfolge
- Aufstieg in die 2. Oberliga West 1954
- Deutscher Amateurmeister 1954